# Liste der Bischöfe von Veszprém
Die folgenden Personen waren Bischöfe bzw. Erzbischöfe von Veszprém bzw. Wesprim oder Weißbrunn (Ungarn):
- Stefan I. (1000)
- Benetha (Benedikt I.) (1046)
- Bulcsu
- Andreas (1058)
- Kozma (1068–1091)
- Almarius (1091–1093)
- Matthias (1113)
- Nana (1131)
- Martyrius (1135)
- Peter I. (1135–1138)
- Paul I. (1142–1143)
- Peter II. (1156)
- Johannes I. (1164)
- Benedikt II. (1171)
- Johannes II. (1181–1199)
- Kalenda (Kalanda) (1199–1209)
- Robert (1209–1226)
- Bertalan (1226–1244)
- Zlaudus (1244–1262)
- Pál Széchy (1263–1275)
- Peter III. (1275–1289) aus dem Adelsgeschlecht der Herren von Güns[1]
- Benedikt III. (1289–1311)
- Stefan II. (1311–1322)
- Heinrich (1323–1333)
- Mieszko von Beuthen (1334–1344)
- Stefan III. (1344–1345)
- Carceribus de Galhardus (1345–1346)
- János Gara (1346–1357)
- Ladislaus I. (1358–1372)
- László Déméndi (1372–1377)
- Peter IV. (1377–1378)
- Benedek Himházi (1379–1387)
- Demeter (1387–1392)
- Maternus (1392–1395)
- Mihály Hédervári (1399–1402)
- Georg I. (1403–1404)
- Johannes Albeni (1407–1410)
- Sándor (1411)
- Branda Castiglione (1412–1424) (Kardinaladministrator)
- Péter Rozgonyi (1424–1425)
- János Uski (1426–1428)
- Simon Rozgonyi (1428–1439)
- János De Dominis (1440)
- Mátyás Gatalóczi (1440–1457)
- Albert Vetési (1458–1486)
- Johann Vitéz (1489–1499) (davor Bischof von Sirmium)
- Georg Szakmary (György Szatmári) (1499–1501)
- Gergely Frangepán (1502–1503)
- Péter Kardinal Isvalies (1503–1511)
- Péter Beriszló (1512–1520)
- Pál (Pavol) Várdai (1520–1524) (auch Bischof von Eger)
- Tamás Zalaházi (1524–1528)
- Márton Kecset (1528–1549)
- Pál Bornemissza (1549–1553)
- András Köves (1553–1568)
- János Liszti (1568–1572)
- István Fejérkövi (1572–1587)
- Ferenc Forgách (1587–1596)
- András Monoszlóy (1596–1601)
- Lajos Ujlaky (1603–1605)
- Demeter Náprágyi (1605–1606)
- Bálint Lépes (1608)
- Péter Radovics (1608)
- Ferenc Ergelics (1608–1628)
- István Sennyei (1628–1630)
- István Szentandrássy (1630)
- Dávid Pál Felistáli (1630–1633)
- Zombori Lippay György (1633–1637)
- György Jakusics (1637–1642)
- István Bosnyák (1642–1644)
- György Pohronci Szelepcsény (1644–1648)
- György Széchenyi (1648–1658)
- Pál Hoffmann (1658–1659)
- István Sennyei (1659–1683)
- Pál Széchenyi (1687–1710)
- Otto Chrystophorus Johannes de Volkra (1710–1720)
- Imre (Emmerich) Esterházy (1723–1725)
- Péter Ádám Acsády (1725–1744)
- Biró Márton Padányi (1745–1762)
- Ignác Koller (1762–1773)
- Bajzáth József Pészaki (1777–1802)
- Pál Rosos (1808–1809)
- György Kurbély (1809–1821)
- Antal Makay (1823–1825)
- József Kopácsy (1825–1848)
- Domonkos Zichy (1842–1849)
- János Ranolder (1849–1875)
- Zsigmond (Sigismondo) Kovács (1877–1887)
- Károly Hornig (1888–1917)
- Nándor Rott (1917–1939)
- Tihamér Tóth (1939)
- Giulio Czapik (1939–1943) (auch Erzbischof von Eger)
- József Mindszenty (1944–1945) (auch Erzbischof von Esztergom-Budapest)
- Ladislao Bánáss (1946–1949)
- Bertalan Badalik, OP (1949–1965)
- Sándor Károly Klempa (1959–1972) (Administrator)
- László Lékai (1972–1974) (Administrator)
- László Kádár, O.Cist. (1975–1978) (auch Erzbischof von Eger)
- László Paskai, OFM (1979–1982) (auch Koadjutor des Erzbischofs von Kalocsa-Kecskemét)
- József Szendi (1983–1997) (ab 1993 erster Erzbischof)
- Gyula Márfi (1997–2019)
- György Udvardy (seit 2019)